# Now That's What I Call Music! 24 (série dos Estados Unidos)
Now That's What I Call Music! 24 é uma compilação de vários artistas, lançado em 2007.

## Faixas
1. Fergie – "Fergalicious" (3:42)
2. Rihanna featuring Sean Paul – "Break It Off" (3:33)
3. Nelly Furtado – "Say It Right" (3:45)
4. Beyoncé – "Irreplaceable" (3:45)
5. Justin Timberlake featuring T.I. – "My Love" (4:37)
6. Akon featuring Snoop Dogg – "I Wanna Love You" (3:56)
7. Bow Wow featuring Chris Brown & Johnta Austin – "Shortie Like Mine" (4:27)
8. Lloyd featuring Lil Wayne – "You" (4:29)
9. Ciara – "Promise" (4:27)
10. Omarion – "Ice Box" (3:59)
11. Chris Brown – "Say Goodbye" (4:45)
12. Corinne Bailey Rae – "Put Your Records On" (3:33)
13. Lily Allen – "Smile" (3:14)
14. KT Tunstall – "Suddenly I See" (3:18)
15. Hellogoodbye – "Here (In Your Arms)" (3:37)
16. The Red Jumpsuit Apparatus – "Face Down" (3:09)
17. The Fray – "How to Save a Life" (3:59)
18. Nickelback – "If Everyone Cared" (3:35)
19. Daughtry – "It's Not Over" (3:26)
20. The All-American Rejects – "It Ends Tonight" (4:04)